# Klyment (Kušč)
Klyment (světským jménem: Pavlo Mykolajovyč Kušč; * 9. dubna 1969, Simferopol) je ukrajinský duchovní Pravoslavné církve Ukrajiny a metropolita simferopolský a krymský.

## Život
Narodil se 9. dubna 1969 v Simferopolu.
Po dokončení střední školy nastoupil roku 1986 na Charkovský institut umění. V letech 1987–1989 sloužil v řadách Sovětské armády.
Od října 1995 byl hypodiakonem farnosti svatého Vladimíra a Olgy v Simferopolu.
V letech 1997–2000 studoval na Kyjevském duchovním semináři Ukrajinské pravoslavné církve Kyjevského patriarchátu.
Dne 8. listopadu 1996 byl biskupem simferopolským a krymským Antonijem (Machotou) rukopoložen na diákona a určen pro službu katedrálního chrámu.
Dne 28. února 1997 byl rukopoložen na jereje a na Velikonoce stejného roku mu bylo uděleno právo nosit náprsní kříž.
Dne 27. listopadu 1997 byl patriarchou kyjevským Filaretem jmenován sekretářem krymské a simferopolské eparchie.
Dne 4. července 2000 byl v monastýru svatého Michaela v Kyjevě postřižen na monacha a přijal mnišské jméno Klyment na počest svatého mučedníka a papeže Klementa I. Stejného roku byl zvolen biskupem simferopolským a krymským.
Dne 23. července 2000 proběhla v chrámu svatého Vladimíra v Kyjevě jeho biskupská chirotonie.
Dne 7. září 2004 se stal předsedou odboru duchovní a vlastenecké výchovy Ukrajinského námořnictva.
Dne 28. března 2005 byl jmenován vedoucím misie UPC KP v Itálii.
Dne 23. ledna 2012 byl povýšen na arcibiskupa.
Dne 22. ledna 2018 se stal dočasným správcem chersonské a tavrické eparchie.
Dne 15. prosince 2018 se zúčastnil Sjednocujícího sněmu ukrajinských pravoslavných církví a přešel do jurisdikce nové Pravoslavné církve Ukrajiny.
Dne 9. srpna 2020 jej metropolita kyjevský Epifanij (Dumenko) povýšil na metropolitu.